# Benny Hill Show
Benny Hill Show è un programma televisivo inglese, ideato ed interpretato da Benny Hill, iniziato nel 1955 ed andato in onda per diciannove stagioni fino al 1989.

## Descrizione
In Italia è stato trasmesso sulla rete 2 della Rai dal 1978, a partire dagli anni '80 su Italia 1 all'interno dello show Drive In, e in seguito replicato da diverse emittenti. È diventata celebre la sua sigla, Yakety Sax suonata da Boots Randolph. Gli episodi venivano registrati negli studi della Thames Studios a Teddington nel Middlesex (Regno Unito). Nel 1969 il suo show si spostò dalla BBC alla Thames Television, dove rimase fino alla cancellazione nel 1989.
The Benny Hill Show caratterizzò l'attore inglese per una grande quantità di sketch (sovente riguardanti un lascivo, poco vincente eppur affascinante protagonista), insieme agli attori Henry McGee, Bob Todd, Jackie Wright, Nicholas Parsons (nei primi anni), Jenny Lee-Wright, Rita Webb ed altri. Hill fu molto versatile ed indossò diversi costumi, sia maschili che femminili. La farsa ed il doppio senso furono la sua peculiarità. Lo spettacolo fu accusato da alcuni di essere sessista, ma Hill replicò puntualizzando che i personaggi femminili erano tutti intelligenti e mantenevano una loro dignità, mentre gli uomini che li rincorrevano erano dei buffoni.
Il comico utilizzò la tecnica fast motion per i suoi sketch muti, onde creare quella che definiva un'"animazione dal vivo", ed impiegò tecniche da mimo e parodistiche, di tipo chiaramente slapstick. Lo show, tipicamente concluso da una scena accelerata d'inseguimento, in cui partecipava Hill stesso ed una combriccola di donne in abiti succinti, faceva il verso alle scene stereotipate d'inseguimento tipiche dei Keystone Cops (serie di film muti interpretata da un gruppo di poliziotti incompetenti, prodotto dalla Keystone Film Company tra il 1912 ed il 1917).
Hill fu un precursore nel comprendere le possibilità della telecamera di creare delle illusioni ed anche nel suo utilizzo in chiave comica. Ad esempio in una parodia intitolata "Assassinio sull'Oregon Express" del 1976, Hill usò sia un montaggio intelligente, che le inquadrature, nonché la sua abilità, per rappresentare un giallo come quelli prodotti da Quinn Martin, in cui il comico vestiva i panni di un detective stile anni Settanta, alla stregua di Ironside, McCloud, Kojak e Cannon. Ciò testimonia che Hill era abbastanza scaltro da capire che il pubblico americano si sarebbe identificato meglio nel suo show se egli avesse creato uno humour tratto in parte dalla cultura popolare americana.
Durante la sua carriera televisiva Hill impersonò od eseguì parodie di celebrità americane, spaziando da L'uomo da sei milioni di dollari a Starsky & Hutch, Kenny Rogers e A-Team. Anche le celebrità britanniche non sfuggirono alla sua attenzione: Hill impersonò star come Michael Caine, i conduttori del telegiornale e molti altri personaggi. Lo spettacolo andò in onda per la prima volta negli USA nel gennaio del 1979 e fu trasmesso con una serie di programmi rimontati, da mezz'ora l'uno, tratti dagli specials di ITV.
Lo spettacolo fu premiato con il "Premio Speciale della Città di Montreux" al "Rose d'Or" festival nel 1984. Hill in seguito registrò alcuni spettacoli per la televisione statunitense e nel 1977 produsse uno special in Australia, il cui contenuto fu diviso in episodi.

## Colonna sonora e sigle
Benny Hill fu anche un abile compositore e cantante di canzoni da commedia. Il principale motivo musicale "Yakety Sax", che ebbe un particolare seguito di pubblico, fu scritto da Boots Randolph. Un'altra canzone molto conosciuta ed utilizzata nel The Benny Hill Show fu Mah Nà Mah Nà, composta dall'autore italiano Piero Umiliani.
A partire dal 1991 venne realizzata per lo show una sigla italiana, Cocco di mamma, scritta da Claudio Mattone e arrangiata da Riccardo Zara (fondatore dei I Cavalieri del Re) che fu pubblicata per la prima volta sulle compilation Sigle TV attribuita a Quelli di Benny Hill e su Quando canta la TV attribuita ai Kokko di mamma.

## Il cast di Hill
Molti attori del suo cast e della compagnia rimasero con Hill per anni, in alcuni casi sin dal loro debutto nello show. Henry McGee e Bob Todd ne sono un esempio al maschile, mentre per quanto riguarda le donne: Jenny Lee-Wright, Bella Emberg, Louise English e Sue Upton. In una nota all'interno di brani letterari presenti sul suo sito ufficiale la Upton affermò che, al contrario dello scolaro di sottecchi spesso presentato in televisione, Hill fu un modello di gentilezza e cortesia nei confronti dei suoi collaboratori, specialmente verso le donne.
L'attrice in questione rivelò che Hill non aveva mai forzato un'attrice a fare od indossare qualcosa con cui non si sentiva a proprio agio (e di come, fuori dal lavoro, egli fosse considerato un membro di famiglia). Sul suo sito internet, Louise English narrava quanto, dopo la cancellazione dello show, Hill andasse a vederla recitare in teatro. In uno dei libri scritti sul comico inglese, Jenny Lee-Wright raccontò di quella volta che era in vacanza a New York per Natale e le accadde di riferire ad un doganiere all'aeroporto di lavorare con Benny Hill e di essere di conseguenza condotta in uno studio televisivo locale per rispondere ad alcune domande su di lui.
Ironicamente, per quanto molti del seguito di Benny Hill divenissero in seguito abbastanza noti, pochi furono capaci di intraprendere grossi progetti.

## Critiche e cancellazione
Nel 1989 la Thames Television rinunciò a Benny Hill, rivendicando un netto calo negli indici d'ascolto. Ciò tuttavia è sempre stato un argomento controverso: alcuni spiegarono che lo show era stato vittima del politicamente corretto, altri che lo stile della commedia era semplicemente datato. Alcune star anni Ottanta della commedia britannica, come ad esempio Ben Elton, furono polemici verso l'abitudine di Hill di usare belle ragazze nei suoi spettacoli, apparentemente in modo sessista. Sebbene i personaggi di Hill fossero concepiti per sembrare ridicoli ed essere vittime di scherzi, molti spettatori non ritennero lo show sessista. La trasmissione finale della Thames dello show di Benny Hill incollò al teleschermo più di 12 milioni di spettatori.
Un'altra ragione spesso addotta è che il costante comportamento di sottecchi del personaggio nei confronti di donne attraenti diveniva meno gradevole con l'invecchiare dell'attore. Un altro fattore nominato fu un'intensa caduta di qualità e di standard dello spettacolo in sé nel corso degli anni Ottanta.
Una critica che poteva essere rivolta a Hill fu la tendenza a ripetere gli scherzi, le gag e le scene, di spettacolo in spettacolo. Di seguito i tormentoni più ricorrenti:
- Il "sommelier": Una scenetta spesso riproposta è quella in cui Hill interpreta un cameriere maleducato che serve del vino ad un cliente. Questi (in genere impersonato da Jackie Wright) lo sorseggia e quindi con una smorfia indica che la bevanda era sgradevole. Hill si allontana con la bottiglia e quindi scolla l'etichetta della stessa, sostituendola con una nuova; torna dall'avventore e gli riempie ancora il bicchiere, dopo avergli mostrato la bottiglia "nuova". In conclusione, il cliente assaggia il vino mostrandosi deliziato dallo stesso.
- il "petomane": scena ambientata solitamente in spiaggia. Hill è impegnato nel gonfiare un pallone o ha a che fare con oggetti gonfiabili che puntualmente si sgonfiano rumorosamente. Tutti i passanti scambiano il rumore del pallone per flatulenze dimostrando il loro disappunto nei confronti di Hill mentre quest'ultimo è visibilmente imbarazzato.
- il "bisognino": Hill, vestito di solito con ingombranti impermeabili, viene inquadrato in luoghi aperti mentre un enorme zampillo, che fuoriesce dall'impermeabile, fa supporre che stia urinando in pubblico. In realtà, con un veloce cambio di inquadratura, si scopre che ha un comune tubo da giardino in mano e sta semplicemente innaffiando delle piante.
- la "mano morta": scenetta ricorrente nelle comiche a sfondo storico ambientate nelle corti settecentesche. Si vede Hill, che solitamente interpreta il tipico amatore stile Giacomo Casanova, palpare ripetutamente il sedere ad una nobildonna. Il gesto non è visibile in quanto la nobildonna indossa le tipiche gonne ampie dell'epoca. La stessa non sembra accorgersi del gesto. Interviene il marito furente a fermare Hill salvo poi scoprire, una volta che la donna si allontana, che Hill in realtà stava solo accarezzando un cane piazzato dietro la nobildonna e non visibile in quanto coperto dalle ampie vesti.
- la "vecchina da trasporto": anche questa scena ricorre nelle comiche a sfondo storico. Hill, di solito un umile messo stremato dalla fatica, chiede aiuto ad una vecchietta, che per tutta risposta lo carica in spalla e lo trasporta per intere campagne. Alla fine della scena si vede Hill ricompensare la vecchietta per la fatica con uno zuccherino, quasi fosse un cavallo. Si tratta ovviamente di un trucco scenico (nelle scene in cui si vede Hill correre a cavalcioni della vecchietta è evidente che il busto è costituito da un manichino). Sarà lo stesso Hill, nelle sequenze ambientate in studio alla fine di una di queste scenette, a svelare il trucco.
- "l'apparenza inganna": due belle ragazze inquadrate di spalle. Hill si avvicina con l'idea di abbordarle. Le ragazze si girano e puntualmente hanno le fattezze di Bob Todd e Jackie Wright, provocando reazioni di disgusto nel povero Hill.
- "Bristol": altro tormentone a sfondo sessuale è quello relativo alla contea inglese di Bristol, caratterizzata geograficamente da due montagne limitrofe le cui forme ricordano un seno femminile. Hill citava spesso questa contea in presenza di ragazze dalla generosa scollatura e per battute con palesi doppi sensi.

È discutibile se il riciclo delle stesse scenette nel corso della sua carriera televisiva fosse il risultato di una deficienza creativa, dato che alcuni ritengono che amasse in particolar modo alcune gag e che per questo le riproponesse in continuazione, alla stessa maniera di una band musicale che ripropone le proprie canzoni di successo.
Un'altra critica abbastanza cruda che veniva mossa a Hill era l'uso infelice di stereotipi razziali, specie agli esordi del suo show. Ad esempio sovente l'attore impersonava un personaggio cinese, che socchiudeva gli occhi dietro spesse lenti ed utilizzava un lessico improbabile (in contrasto a tale personaggio, Bob Todd spesso vestiva i panni di uno stereotipato indiano, abbigliato con una giubba alla Nehru).
Hill poteva fare dei ruoli che richiedevano un trucco pesante, per apparire con la pelle scura (generalmente africano o giamaicano in origine, con un accento esagerato); per contro lo spettacolo vedeva la presenza di attori di colore solo in sporadici casi (e quando apparivano, molte volte vestivano stereotipati costumi della giungla; comunque dovrebbe essere rimarcato che in tali sketch i personaggi di colore in genere agivano in maniera più intelligente ed articolata rispetto ai bianchi, che invece si dimostravano ottusi).
Un altro esempio dell'uso di stereotipi da parte di Hill potrebbe risiedere nella sua abilità a riprodurre gli accenti. Il comico inglese utilizzava tale capacità nel ritrarre personaggi di diverse nazionalità, in genere in stereotipati abiti folcloristici. I personaggi tedeschi pronunciavano la "R" in maniera estremamente ridicola, gli irlandesi parlavano con una forte cadenza dialettale, tale da renderli incomprensibili di primo acchito.
Quale che siano le ragioni della cancellazione, il consiglio d'amministrazione della Thames Television non era convinto della scelta e tentò di persuadere Hill a tornare. Il suo amico, produttore e regista Dennis Kirkland era furioso e convinse Hill a rivolgersi alla Central Independent Television per realizzare una nuova serie di programmi.